# Histoire du Territoire de la capitale australienne

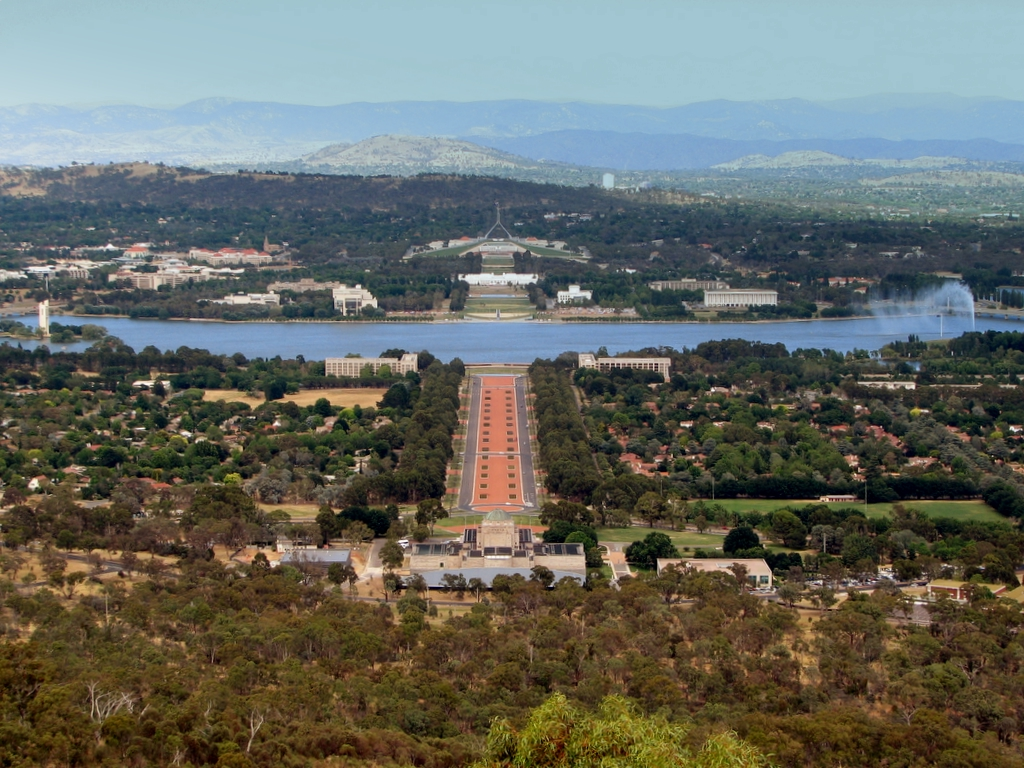
La ville de Canberra.

L'histoire du Territoire de la capitale australienne (ACT), une division administrative de l'Australie a commencé après la création de la Fédération de l'Australie en 1901, quand une loi crée le site de Canberra, la capitale de l'Australie. La région a une longue histoire avant la création du territoire, avec des traces de peuplement aborigène datant d'au moins 21 000 ans. Elle est située sur les terres traditionnelles du peuple Ngambri et de plusieurs autres groupes linguistiques, une affirmation connue à travers les deux premiers comptes-rendus des colons européens et les histoires orales aborigènes elles-mêmes.
À la suite de la colonisation de l'Australie par les Britanniques, le XIXe siècle a vu les premières explorations européennes et les rencontres avec les peuples autochtones locaux. Ces explorations commencées en 1820 sont suivies de près par les premières installations d'Européens en 1824. Au départ, la région est utilisée pour l'installation de grandes propriétés utilisées pour le pâturage de moutons et de bovins, et attribuées à des colons libres qui étaient arrivés en Australie en provenance du Royaume-Uni et d'autres pays européens. Ces grandes propriétés ont ensuite été divisées divisé en fonction des changements du but des terres, les petites exploitations et le développement urbain étant de plus en plus communs.
En 1908, la région a été choisie comme site de la capitale nationale à venir. En 1909, la Nouvelle-Galles du Sud a officiellement cédé au gouvernement fédéral le territoire et des terres supplémentaires à Jervis Bay pour la création d'un accès maritime fédéral. Ce territoire a été placé officiellement sous contrôle fédéral le 1er janvier 1911. La planification et la construction de Canberra ont suivi, avec le déménagement du Parlement en 1927. Le territoire est devenu officiellement l'Australian Capital Territory, le Territoire de la capitale australienne en 1938. Canberra a été construit pour accueillir le gouvernement, tandis que la région environnante a été développée pour aider à l'implantation de la ville, avec la construction de barrages, l'établissement de plantations forestières et la création d'aires protégées. Un conseil consultatif a été créé en 1930, avec une certaine proportion de représentation élue.
Initialement, la croissance de Canberra et de la région ont été lentes. L'architecte américain Walter Burley Griffin a remporté le concours pour la conception de la nouvelle capitale et a été chargé de superviser sa construction. Ses conflits avec les autorités australiennes et la Première Guerre mondiale, ont entravé les progrès. En 1921, Burley Griffin a été congédié, et plusieurs organes de planification ont été établis, mais avec peu de résultats, en partie par suite de la Grande Dépression. Après la Seconde Guerre mondiale, le Premier ministre Robert Menzies a considéré que l'état de Canberra était une honte et il a pris sur lui de défendre son développement. Sous sa direction, pendant plus d'une décennie le développement de la capitale a été rapide. La Commission pour le développement de la capitale nationale a été créée en 1957 avec plus de pouvoir que ses prédécesseurs, et mis fin à quatre décennies de conflits sur la forme et le design du lac Burley Griffin, la pièce maîtresse de Canberra, et sa construction a été achevée en 1964 après quatre années de travail. Cela a incité au développement du Triangle parlementaire, un élément essentiel imaginé par Griffin, et depuis lors, divers bâtiments nationaux ont été construits au bord du lac. L'Université nationale australienne a été ouverte et des sculptures et des monuments ont été construits. En moyenne, la population de Canberra a augmenté de plus de 50 % tous les cinq ans entre 1955 et 1975 lorsque le développement de la capitale est devenues plus concerté et de nouveaux terrains résidentiels ont été attribués pour la création de nouveaux centres urbains dans les années 1960 et 1970.
En 1949, le territoire a obtenu d'avoir son premier représentant au Parlement fédéral, bien que d'abord avec un temps de parole et des droits de vote limités. En 1974, il a acquis une assemblée entièrement élue, mais à pouvoir uniquement consultatif. En 1988, il obtient d'avoir un gouvernement avec une assemblée législative ayant la plupart des pouvoirs et responsabilités d'un État australien, bien qu'il soit soumis à un droit de veto du gouvernement fédéral, semblable aux dispositions prises pour le Territoire du Nord en 1978. L'Assemblée législative a légalisé certaines choses qui étaient interdites dans d'autres parties de l'Australie, comme la prostitution et la pornographie; en 2006, une tentative pour permettre des unions civiles pour les couples de même sexe a été repoussée par le gouvernement fédéral.

## Avant l'arrivée des Européens
Les peuples autochtones ont habité longtemps ce qui est maintenant l'ACT. L'anthropologue Norman Tindale a estimé que le principal groupe ayant habité la région est le peuple Ngunnawal, tandis que les Ngarigos et les Walgalus ont vécu immédiatement au sud, les Wandandians à l'est, les Gandangara au nord et les Wiradjuri au nord-ouest.
Les restes archéologiques de l'abri sous roche de Birrigai dans la réserve naturelle de Tidbinbilla montrent la présence d'humains datant d'au moins 21 000 ans. Il est possible que la région ait été habitée depuis beaucoup plus longtemps, avec des preuves d'une présence humaine dans le sud-ouest de la Nouvelle-Galles du Sud datant d'autour de 40 000-62 000 ans. Un autre site important de la réserve est l'abri de Bogong Rocks, qui contient les plus anciennes traces de sites autochtones de chasse du papillon bogong. Ces papillons sont une source importante de nourriture pour les peuples autochtones des Alpes australiennes et s'entassent par milliers dans les grottes et les crevasses où ils étaient recueillis puis grillés dans du sable chaud ou des cendres, puis mangés. De nombreux autres sites culturels et archéologiques sont connus sur tout le territoire, y compris des refuges, des sites d'art rupestre, des pierres travaillées, des arbres portant des cicatrices et des carrières de silex. Le mont Tidbinbilla est censé avoir été longtemps utilisé pour les cérémonies d'initiation des autochtones.

## Exploration
À la suite de l'arrivée croissante de colons européens, la croissance de la colonie de Nouvelle-Galles du Sud oblige à trouver toujours de nouvelles terres à cultiver. Le gouverneur Lachlan Macquarie finance plusieurs expéditions pour trouver de nouvelles terres arables au sud de Sydney et une pour trouver une voie de terre vers la baie de Jérvis, une région qui sera plus tard incorporée dans l'ACT qui n'aurait pas eu sinon de possession côtière. En 1818, Charles Throsby, Hamilton Hume, James Meehan et William Kearns se mettent ainsi à la recherche d'une route, une tâche achevée la même année par Throsby et Kearns.
Les années 1820 voient l'exploration de la région de Canberra associéé à la construction d'une route partant de Sydney pour les plaines de la région de Goulburn, exploration supervisée par Throsby et son intendant, Joseph Wild. Tout en avançant, Throsby apprend de la bouche des Aborigènes locaux l'existence d'un lac et d'une rivière situés à proximité et il envoie donc Wild enquêter sur le site. Le 19 août 1820, Wild part sans ses deux compagnons et arrive le même jour sur la rive nord de l'actuel lac George. En octobre 1820, le gouverneur Macquarie visite le site et avec l'aide de Throsby décide de pousser jusqu'à la rivière dont on leur a parlé. Accompagné de Wild et de James Vaughan, il voyage vers le au sud à la recherche de la Murrumbidgee. La recherche est infructueuse et ils ne découvrent que la rivière Yass, et l'on suppose qu'ils ont mis le pied sur une partie du futur ACT.
Une seconde expédition est montée peu de temps après, et le neveu de Throsby, Charles Throsby Smith, Wild et Vaughan d'étudier plus en aval les rivières Molonglo (Ngambri) et Queanbeyan (Jullergung) devenant les premiers Européens à camper sur le site de l'ACT. Cependant, ils ne trouvent pas le Murrumbidgee et Smith déclare que la rivière n'existe pas. La question de la Murrumbidgee est résolue en 1821, lorsque Charles Throsby monte une troisième expédition et atteint avec succès la rivière, offrant le premier récit détaillé de la région où se trouve maintenant Canberra,,..
L'expédition suivante de quelque importance dans la région a lieu en 1823, lorsque Wild est chargé par le major de brigade John Fours et le Capitaine Mark Currie de les guider vers la Murrumbidgee. Ils voyagent vers le sud et longent la rivière et appellent la région qu'ils traversent (maintenant connue sous le nom de Tuggeranong) la Isabella's Plain, (« la plaine d'Isabelle ») d'après Isabella Maria Brisbane (1821-1849), la fille de deux ans de Thomas Brisbane, le gouverneur de la colonie. Incapables de traverser la rivière près du site actuel de Tharwa, ils continuent vers les plaines de Monaro.
La dernière expédition dans la région avant la colonisation est réalisée par Allan Cunningham en 1824,. Il indique que la région est adaptée au pâturage, et la colonisation des Limestone Plains (les plaines de calcaire) commencent immédiatement après.

## Les premiers colons

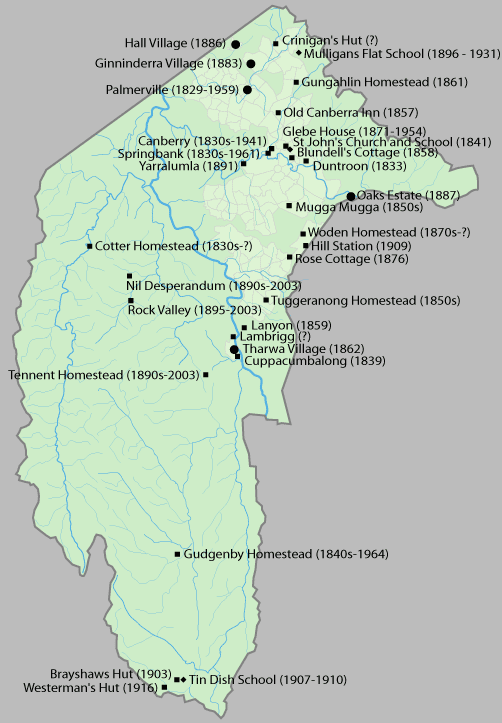
Les principales propriétés, structures et points de peuplement de l'ACT avant 1909

Lorsque les régions de Nouvelle-Galles du Sud autorisées à être attribuées aux Européesns ont été déterminées, les Limestone Plains ont été ouvertes à la colonisation. L'octroi des premières terres dans la région a été fait à Josué John Moore en 1823 et la première installation de colon dans la région a lieu en 1824 avec la construction d'une ferme par des éleveurs sur ce qui est aujourd'hui la péninsule Acton. Moore a officiellement acheté son domaine en 1826 et l'a nommé Canberry, ou Canberra, alors qu'il ne l'a jamais visité. Ses 4 km2 couvraient une grande partie de l'actuel quartier de Canberra Nord. À l'est de la propriété de Moore se trouve la ferme Duntroon, exploitée par James Ainslie pour Robert Campbell. John Palmer se voit attribuer des terres dans la région, qui seront exploitées par son fils George en 1826. Il construit Palmerville près de la Ginninderra Creek en 1829 et le «Squire» à Gungahlin est achevé en 1861. Palmerville dans la région de Ginninderra voit construire la première école de la région qui fonctionnera de 1844 à 1848. La première école du futur Canberra même ouvre sur la propriété Duntroon, à côté de l'église St John dans ce qui deviendra la banlieue de Reid au XXe siècle. Première église de Canberra, St John a été consacrée et ouverte au culte en 1845,.
Les plaines de Tuggeranong, situées à 10 km environ au sud de la rivière Molonglo, ont d'abord été occupées en 1827 par Peter Murdoch. Le domaine Waniassa (également connu sous le nom de domaine Tuggeranong) a été créé en 1836 par John McQuoid et les premiers bâtiments de la ferme Lanyon, propriété de John Lanyon et de James Wright, ont été construits en 1838. Tharwa est occupé par les colons en 1834. La propriété de cette zone est Cuppacumbalong, fondée par James Wright en 1839. Tharwa. est le plus ancien nom local de l'ACT, officialisé en 1862,.
Les colons se sont ensuite installés plus au sud dans ce qui est maintenant le parc national de Namadgi. William Herbert voudra acquérir une partie de la vallée Orroral entre 1826 et 1836, alors que dans les années 1830, Cotter Garrett va s'installer dans ce qui sera nommé Cotter River Valley en son honneur. À la fin des années 1830, le ferme Boboyan est mise en exploitation. Gudgenby est colonisée au début des années 1840 et la ferme Gudgenby date de cette époque. En 1848, la plupart des grandes vallées de la région de Namadgi sont occupées par les Européens.
Les bagnards sont largement utilisés pour mettre la région en valeur et les premiers bushrangers de l'ACT sont des condamnés en fuite. John Tennant, le plus ancien et plus connu des bandits de grand chemin de la région, vivait dans une cachette sur ce qui est maintenant connu comme le mont Tennant près de Tharwa. À partir de 1827, il attaque les fermes locales, vole du bétail, de la nourriture et des biens jusqu'à son arrestation en 1828 ; il sera pendu à Sydney pour ses crimes. L'anarchie dans la région conduit à la nomination du premier magistrat résident le 28 novembre 1837 - Allured Tasker Faunce, qui est aussi connu sous le surnom d'« Ironman Faunce » date à laquelle il est nommé magistrat à Brisbane Water,. Le magistrat doit régler les questions juridiques et contrôler les permis de vente d'alcool délivrés à plusieurs établissements, le premier étant Inn Elmsall sur la ferme Duntroon en 1841. Un afflux important de population et d'activité économique a lieu avec les ruées vers l'or des années 1850, en particulier la ruée vers l'or sur Kiandra en 1859-1860. Les ruées ver l'or suscitent la création de moyens de communication entre Sydney et la région par le biais de la société de coches Cobb & Co, qui transporte courriers et passagers. Les premiers bureaux de poste ouvrent à Ginninderra en 1859 et à Lanyon l'année suivante. L'activité des bushrangers se poursuit avec la période de la ruée vers l'or. Les bandits que sont Ben Hall et les frères Clarke sont actifs dans la région, attaquant de préférence les voitures de poste et de transport d'or.

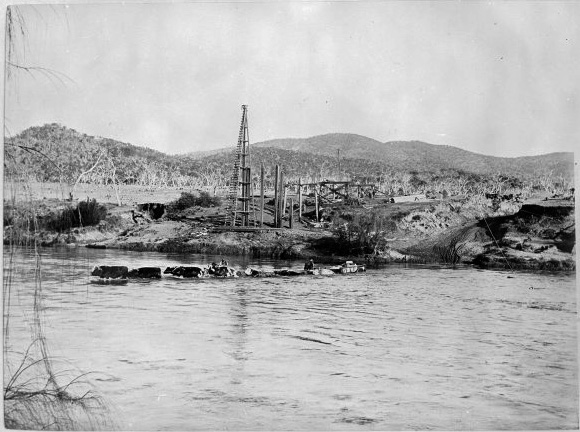
Construction du Tharwa Bridge en 1893. Le pont, le plus vieux de l'ACT, traverse la Murrumbidgee au centre de la partie orientale du territoire.

Terence Aubrey Murray est né en Irlande en 1810 et vient s'installer à Sydney avec son père, un ancien officier des Tuniques rouges en retraite, et ses frères et sœurs en 1827. En 1837, il achète la propriété d'élevage de moutons de Yarralumla, et fait construire une ferme de style géorgien - la future résidence officielle du gouverneur général d'Australie - où il s'installe. Il est élu à l'unanimité pour représenter les comtés environnants de Murray, King et Georgiana dans le premier Conseil législatif en 1843. Lors de l'établissement d'un gouvernement responsable en 1856, Murray devient membre de la première Assemblée législative, représente la circonscription de Southern Boroughs - qui comprenait Queanbeyan - et en 1859 il est élu pour représenter la circonscription d'Argyle - qui comprenait une autre de ses propriétés, Winderradeen, située au niveau de l'actuel village de Collector, au nord de Canberra,.
Les lois Robertson Land Acts (1861) modifient le mécanisme d'octroi des propriétés foncières et précipitent l'éclatement des grandes propriétés en Nouvelle-Galles du Sud. Durant les années 1860, dans le sillage de la nouvelle législation gouvernementale, les petits agriculteurs surnommés « selectors » emménagent dans ce qui va devenir l'ACT, occupant des propriétés de tailles généralement inférieures à celles des anciens riches propriétaires fonciers.
Pendant l'époque coloniale, avant la création de l'ACT, les Communautés européennes de Ginninderra, Molonglo et Tuggeranong et alentours, se lancent surtout dans l'élevage de moutons mais aussi de chevaux et la culture des céréales. La région prend le nom de district de Queanbeyan/Yass, d'après le nom des deux plus grandes localités de la région. Les villages de Ginninderra et Tharwa sont construits pour desservir les communautés agraires locales. En 1882, les premiers lots du village de Hall - nommé d'après Henry Hall, le premier fermier qui occupait l'endroit -. sont vendus. En 1901, il abrite un hôtel, un carrossier, un forgeron, un boucher, un cordonnier, un sellier, une crèmerie et deux magasins généraux.
En 1886, l'agronome William Farrer, installe sa ferme de recherche Lambrigg sur les rives du sud de Murrumbidgee au niveau de Tuggeranong aujourd'hui. Farrer travaille sur la résistance du blé à la rouille et à la sécheresse ; les variétés qu'il découvre seront largement utilisées par les agriculteurs australiens, et il sera considéré à l'origine du fait que l'Australie est un des principaux pays producteurs de blé au monde,, Tharwa Bridge, le plus vieux pont de la région encore en service est inauguré en 1895 et est le premier pont sur la Murrumbidgee. En 1911, lorsque la région passe sous contrôle fédéral, la population est de 1 714 colons.

## Relations avec les populations autochtones
Pendant les 20 premières années de la colonisation, il n'y a que peu de contacts entre les colons et les Aborigènes. Joseph Franklin achète un terrain dans les monts Brindabella en 1849 et tente d'y mettre en place une ferme d'élevage. Son bétail est abattu et il doit quitter la région. La découverte d'or à Kiandra va provoquer une ruée de prospecteurs dans la région de Brindabella et des montagnes à l'ouest de l'ACT ce qui conduit à des conflits avec les peuples autochtones. Lorsque Franklin retournera dans les Brindabellas en 1863, la population indigène aura sensiblement diminué.
Au cours des années suivantes, les Ngunnawals et autres populations indigènes locales vont effectivement cesser d'exister en tant que communautés cohérente et indépendante respectant leurs modes de vie traditionnels. Ceux qui n'ont pas succombé à la maladie, n'ont pas vu la destruction de leurs biens et autres, sont soit dispersés dans des colonies locales soit déménagés dans des réserves autochtones mises en place par le gouvernement de Nouvelle-Galles du Sud dans la dernière partie du XIXe siècle. Les enfants de familles mixtes (européenne-autochtone) sont généralement assimilés dans les zones de colonisation. Le peuple Ngunnawal est par conséquent souvent considéré comme « disparu » ; toutefois, de façon analogue à ce qui se passe pour les Aborigènes de Tasmanie, des personnes se réclament d'avoir des ancêtres Ngunnawals et continuent de s'identifier comme tels. Cependant, il y a des exemples contemporains de litige au sein de cette communauté pour savoir qui doit être considéré comme un membre du peuple Ngunnawal.

## À la recherche d'un emplacement pour la capitale
Le changement de statut du district le faisant passer d'une région agricole de Nouvelle-Galles du Sud à celui de Territoire de la capitale nationale commence avec les débats sur la Fédération au XIXe siècle. Avant 1840, Sydney est le centre administratif de la colonie, et donc on aurait pu croire que le futur gouvernement fédéral s'installera là. Cependant, la situation commence va changer lorsque, à la suite de la ruée vers l'or, Melbourne augmente rapidement sa population qui, en 1860, dépasse celle de Sydney. La découverte d'or a également contribué à accroître la puissance financière de Melbourne, au point qu'à un moment donné « près de 5 % des recettes du gouvernement impérial britannique… passent par le port de [Melbourne] ». La ville arrive ainsi à pouvoir rivaliser avec Sydney tant par la taille que par le poids économique et demande des pouvoirs administratifs supplémentaires.

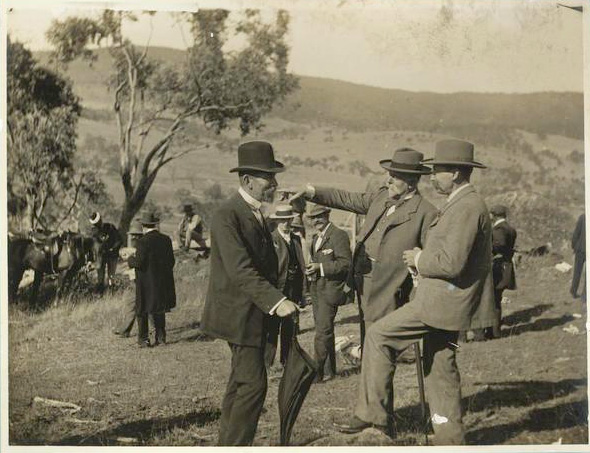
Des sénateurs inspectent un site possible pour la future capitale à Tumut,en Nouvelle-Galles du Sud. L'emplacement final de l'ACT sera finalement situé à 50 km à l'est, à Yass-Canberra.

Lorsque la création de la fédération commence à faire l'objet de discussions, les avis divergent sur l'emplacement de la future capitale. Le premier partisan de la fédération, John Dunmore Lang, soutient le choix de Sydney, mais Henry Parkes, Premier ministre de Nouvelle-Galles du Sud et politicien influent, propose d'implanter la capitale en terrain neutre et suggère la ville d'Albury comme emplacement (Albury est située en Nouvelle-Galles du Sud, mais construite sur les rives du Murray, elle n'est séparée que par le fleuve du Victoria).
En 1898, un référendum sur un projet de Constitution a lieu dans quatre des colonies : Nouvelle-Galles du Sud, Victoria, Australie-Méridionale et Tasmanie. Bien que le référendum obtienne la majorité des voix dans chacune d'entre elles, le référendum échoue car la Nouvelle-Galles du Sud n'a pas le nombre minimum de votants requis pour faire passer le projet de loi. À la suite de ce résultat, lors d'une réunion des quatre premiers ministres en 1898, George Reid, le premier ministre de Nouvelle-Galles du Sud, fait valoir qu'inscrire dans la future Constitution que la future capitale doit être installée en Nouvelle-Galles du Sud sera suffisant pour assurer le passage du projet de loi. Cela est accepté par les trois autres premiers ministres et le projet de Constitution australienne est modifié de sorte que l'article 125 précise que la capitale fédérale doit être située « dans l'état de Nouvelle-Galles du Sud ». Toutefois, il est également ajouté qu'elle doit être située au moins à 100 km de Sydney,,. En outre, si le projet est adopté, Melbourne sera le siège intérimaire de gouvernement (mais ne sera pas appelée la « capitale ») jusqu'à ce qu'un emplacement pour la nouvelle capitale soit déterminé. Le référendum de 1899 est favorable au nouveau projet de loi et obtient un nombre suffisant de votants.

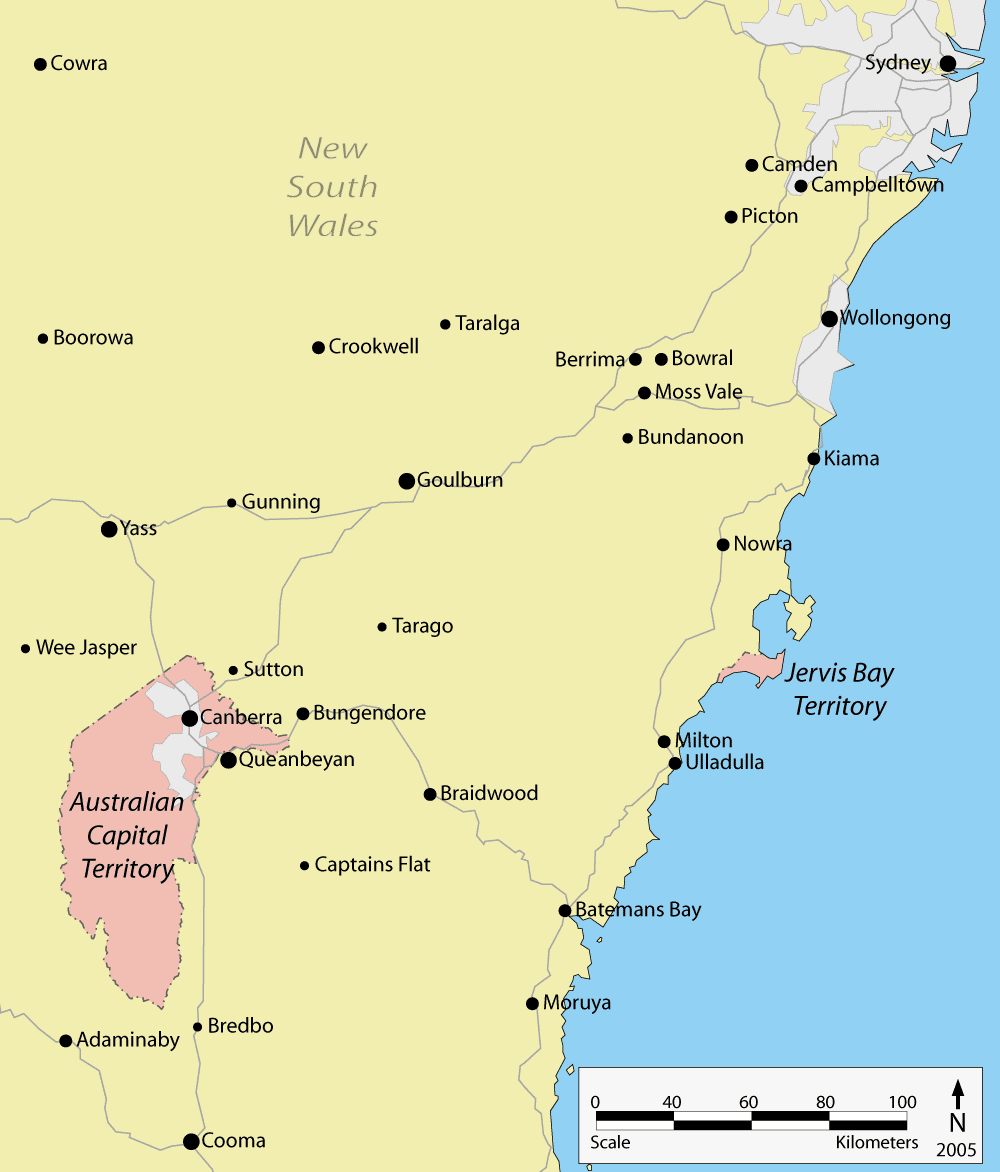
Localisation de l'ACT et de la baie de Jervis par rapport à Sydney

Néanmoins, cela laisse ouvert le choix de la localisation de la capitale. Initialement, le district de Bombala à l'extrême sud de la Nouvelle Galles du Sud est proposé, auquel on ajoute le sud de la région de Monaro, (qui incorpore Bombala), Orange et Yass. Le premier ministre de Nouvelle-Galles du Sud, John See, propose de fournir l'un de ces trois sites comme territoire de la future capitale. Edmund Barton, le premier Premier ministre du nouveau gouvernement fédéral, ajoute quatre autres sites à cette liste: Albury, Tamworth, Armidale et Tumut et les membres du nouveau gouvernement visitent les différents sites en 1902. La tournée se révèle non concluante, et à leur retour, les membres du gouvernement décident de renvoyer le problème à une commission royale, avec le ministre de l'Intérieur, William Lyne, poussant au choix de Tumut ou d'Albury car ces deux sites sont dans sa circonscription électorale. La Commission présente son rapport au Parlement en 1903, en recommandant les sites d'Albury, Tumut et Orange dans cet ordre. Cependant, il continue à y avoir des problèmes, car si la Chambre des représentants soutient l'option Tumut, le Sénat préfère la ville de Bombala,,. En raison de ce désaccord le projet de loi devient caduc et c'est à la deuxième législature de choisir un emplacement pour la capitale.
Le nouveau Parlement se réunit en 1904 et trouve un compromis, en choisissant la région de Dalgety, qui, comme Bombala, est située dans la région de Monaro. Le vote du Seat of Government Act 1904 semble régler l'affaire,. Cependant, si que le Parlement fédéral a choisi la région de Dalgety, la Nouvelle-Galles du Sud refuse, se montrant réticente à céder la quantité de territoire que le gouvernement fédéral exige,.

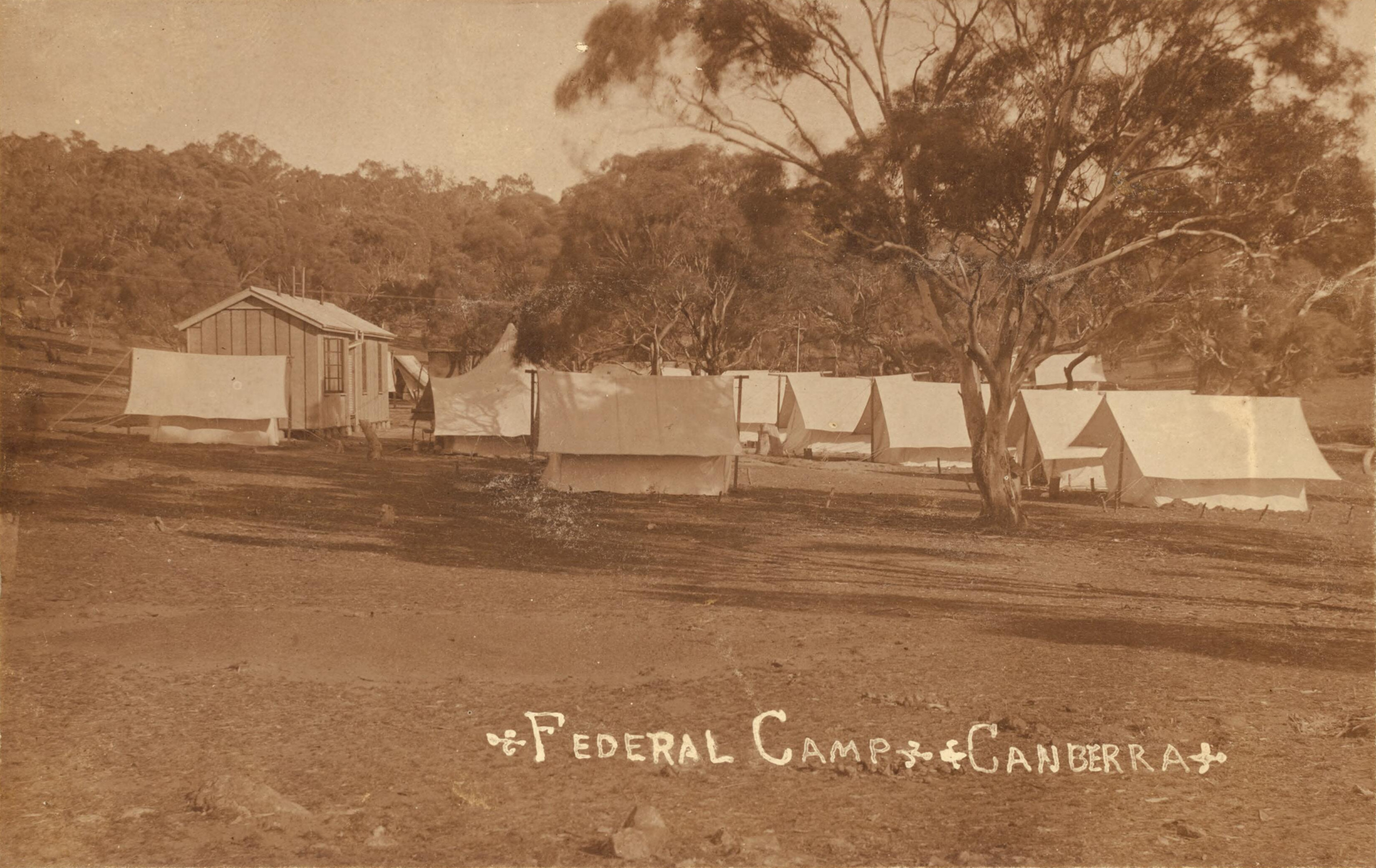
Le camp des arpenteurs créé vers 1909. Une étude plus approfondie de la région sera faite par Charles Scrivener et son équipe en 1915.

Enfin, en 1906, la Nouvelle-Galles du Sud accepte de céder une superficie de terres suffisante, mais à condition que ce soit dans la région de Yass-Canberra, un site plus proche de Sydney. Après une tournée dans la région de plusieurs parlementaires fédéraux, un nouveau vote est organisé en 1908 au Parlement fédéral entre les sept sites désignés. Au départ, Dalgety arrive en tête mais, au huitième tour, c'est le site de Yass-Canberra qui a le plus de voix et qui est finalement choisi au neuvième tour de scrutin. C'est ainsi qu'est adopté le nouveau Seat of Government Act 1908 qui abroge la loi de 1904 et précise que la capitale sera implantée dans la région de Yass-Canberra,.
Le géomètre gouvernemental Charles Scrivener arpente la région la même année dans le but de choisir un site spécifique et, après une recherche approfondie, s'installe sur l'emplacement actuel, à environ 300 km au sud-ouest de Sydney sur les contreforts des Alpes australiennes.

## Création du statut du Territoire

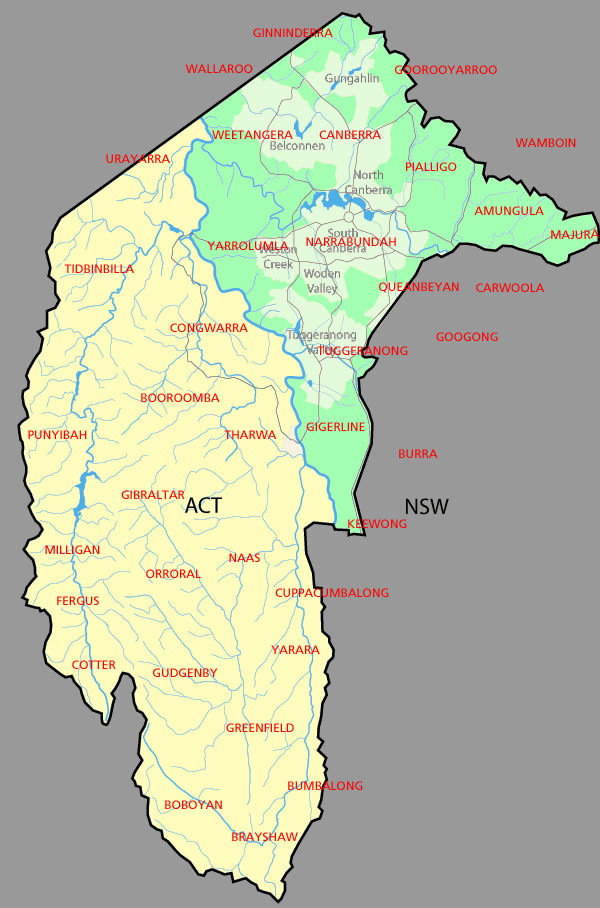
Carte indiquant les paroisses (marquées en rouge) dans l'ACT
La région du comté de Murray est en vert, celle du comté de Cowley en jaune.

En 1909, la Nouvelle-Galles du Sud transfère les terrains nécessaires à la création du Territoire de la capitale au gouvernement fédéral après le vote de deux textes de loi, le Seat of Government Acceptance Act 1909 voté par le parlement fédéral le 13 décembre 1909 et Seat of Government Surrender Act 1909 voté par le parlement de Nouvelle-Galles du Sud le lendemain,. La Loi prévoit le transfert des terrains publics d'une partie des comtés de Cowley et Murray au gouvernement fédéral soit une superficie d'environ 2 330 kilomètres carrés et huit portions de terrain près de la baie de Jervis. Toutes les terres privées situées dans la région doivent être achetés par l'État. Le gouvernement fédéral a également donné le droit d'utiliser et de contrôler les eaux de la Queanbeyan et de la Molonglo.
En 1910, le Seat of Government (Administration) Act 1910 crée le cadre juridique pour l'administration du territoire. Il indique que les lois régissant le territoire sont votées par le parlement fédéral et approuvées par le gouverneur général, et place l'ACT sous la compétence de la Cour suprême de Nouvelle-Galles du Sud. La loi entre en vigueur le 1er janvier 1911 et le contrôle du Territoire est officiellement pris en charge par le pouvoir fédéral ce jour-là. Cette loi reste la base constitutionnelle pour légiférer dans l'ACT jusqu'à l'octroi de l'autonomie gouvernementale en 1989. Le ministre de l'Intérieur, King O'Malley, qui était responsable de la loi créant l'ACT, fait voter également un projet de loi en 1910 faisant du territoire une région sans alcool,; ce projet de loi est adopté par le Parlement fédéral et la loi ne sera abrogée qu'en 1928. Pendant toute cette période, les habitants du Territoire doivent se rendre à Queanbeyan, de l'autre côté de la frontière, pour boire de l'alcool,. En 1938, le territoire est officiellement rebaptisé Australian Capital Territory.
Le Jervis Bay Territory Acceptance Act 1915 et le Seat of Government Surrender Act 1915 créent le Territoire de la baie de Jervis, qui est administré dans le cadre du Territoire de la capitale fédérale et est soumis aux mêmes lois .
Avant la décision finale sur l'emplacement de la capitale, les propriétaires fonciers locaux et les habitants de Queanbeyan voient d'un œil favorable la possibilité d'avoir le nouveau territoire situé à proximité de chez eux. Ils espèrent que cela apportera des améliorations aux infrastructures locales, accroîtra la demande de biens et de services locaux et augmentera la valeur de leurs biens. Ils supposent que leurs biens resteront en libre propriété et que ceux qui ont des terrains qui ne sont pas nécessaires à la ville elle-même seront en mesure de faire grimper les prix de par la nouvelle situation.
Ce ne sera pas le cas. La loi restreint la détention des terres dans le nouveau territoire à des baux emphytéotiques et non en pleine propriété. Ceci pour éviter la spéculation foncière et donner au gouvernement, en tant que bailleur, un plus grand contrôle sur le développement. Les propriétaires fonciers craignent que la loi n'ait un certain nombre de lacunes. Les évaluations de terres sont faites à la date du vote de la loi (8 octobre 1908), il n'y aura pas de dédommagement pour les améliorations apportées et les propriétaires n'ont pas le droit de refuser la proposition lorsque leurs anciennes terres leur sont offertes à la location.
Non seulement les résidents perdent leurs terres, mais ils s'aperçoivent aussi qu'ils sont privés de leurs droits de citoyens. Maintenant, faisant partie de l'ACT, ils ont perdu leur droit de vote en Nouvelle-Galles du Sud, et leur nombre est trop faible pour justifier d'avoir un siège au nouveau parlement fédéral. Ils ne sont donc pas représentés au Parlement par l'entremise duquel ils auraient pu argumenter contre des dispositions de la loi.
En réaction, les résidents forment l'association « Vigilance » dans le but de défendre leurs intérêts pendant la période de création du territoire. La contestation judiciaire à la reprise des terres est un échec, mais l'association obtient quelques concessions : le gouvernement accepte de payer pour les améliorations apportées et de fixer la valeur des biens à la date d'acquisition, les propriétaires ont le droit d'opposer un premier refus pour leurs anciennes propriétés mises en location. En 2010, tous les terrains résidentiels du territoire sont détenus par un bail emphytéotique de 99 ans.

## Développement de Canberra

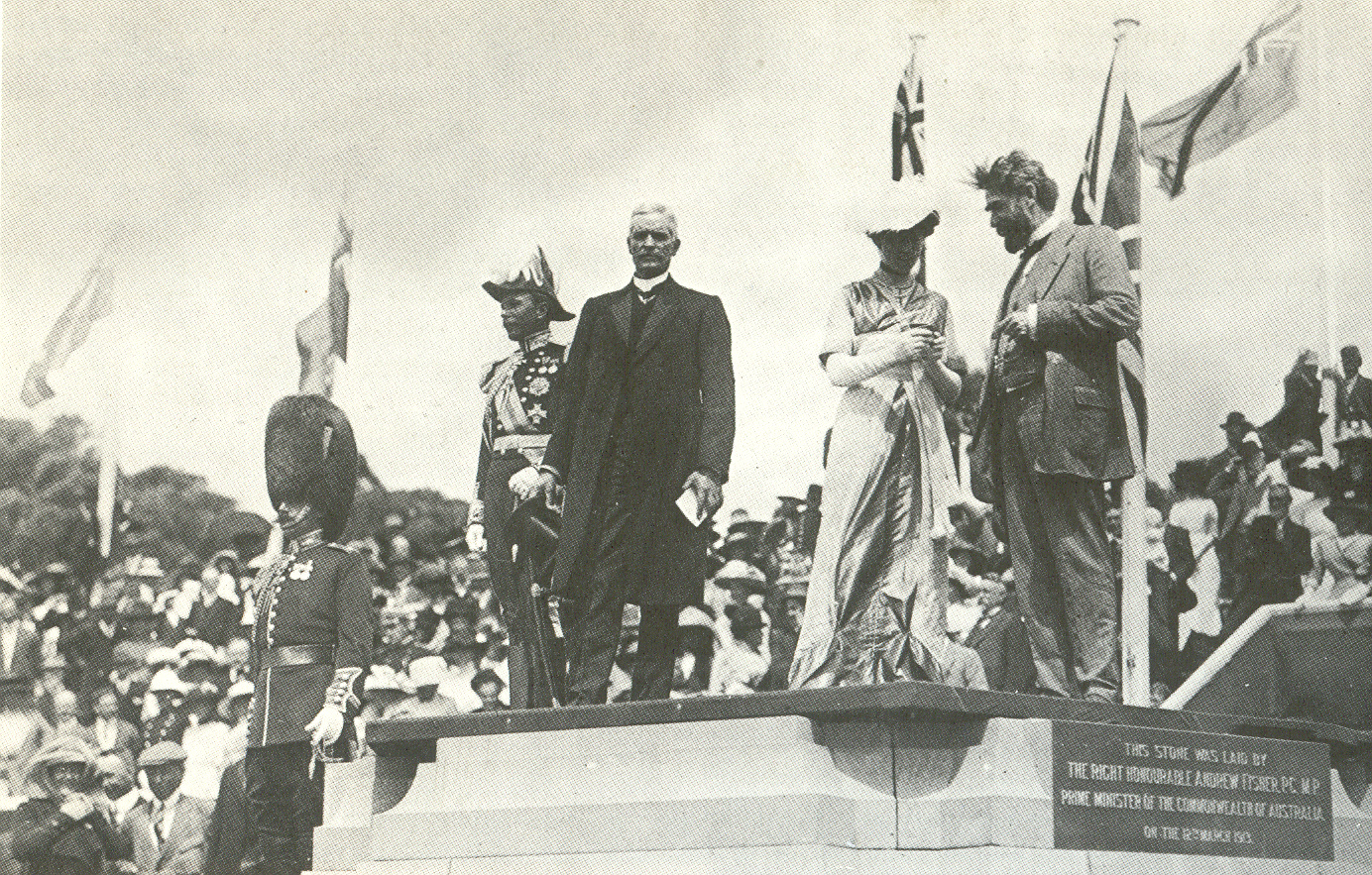
La cérémonie de nomination de Canberra, le 12 mars 1913. Le Premier ministre Andrew Fisher est debout, au centre, en costume sombre. À sa droite, le gouverneur-général, Lord Denman et, à sa gauche, sa femme, Lady Denman.

Un des premiers organismes fédéraux à s'installer sur le territoire est le Collège militaire royal de Duntroon, qui vient occuper Duntroon, la propriété des Campbell et qui va ouvrir en 1911. Avant cela, les militaires australiens n'avaient pas de formation officielle or celle-là devenait nécessaire en raison des changements apportés au modèle militaire australien après la création de la Fédération.
La même année, a lieu un concours international pour la conception de la future capital qui est remporté par un architecte de Chicago, Walter Burley Griffin en 1912. La proposition de Griffin, rendue par sa femme, l'architecte Marion Mahony Griffin, présente une abondance de motifs géométriques, constitué de rues concentriques, hexagonales et octogonales réparties sur plusieurs centres. Elle a pour pièce maîtresse un lac artificiel composé de petits plans d'eau, avec de vastes espaces de végétation naturelle autour,. Griffin La proposition de Griffin est « le plus beau projet soumis, car il a une simplicité et une clarté séduisante ». Les lacs et les figures géométriques sont délibérément conçus pour que leur orientation soit liée à divers repères topographiques naturels,. Il est également prévu d'installer les bâtiments nationaux et des monuments naturels suivant ces axes géométriques. Plus tard, Scrivener, dans le cadre d'un commission gouvernementale, est chargé de modifier la conception de Griffin,,. Il recommande des formes moins élaborées et moins de figures géométriques,, ce que Griffin refuse, disant que la géométrie est « une des raisons d'être des bassins d'ornement », mais sa proposition est rejetée. La nouvelle conception est largement critiquée pour sa laideur,.
Le choix de la dénomination officielle de la ville a lieu le 12 mars 1913 et la construction commence immédiatement. Après les indécisions des officiels sur le plan, les révisions et les moyens de mise en œuvre, Griffin est invité à Canberra pour discuter de la question. Il arrive en août 1913 et est nommé directeur de la conception et de construction de la ville pour trois ans,,. Les disputes des bureaucrates retardent le travail de Griffin. Une Commission d'enquête estime en 1916 que certains fonctionnaires usurpent son autorité pour l'exécution des travaux. Griffin a des relations professionnelles tendues avec les autorités australiennes et le manque de financement du gouvernement fédéral font que lorsqu'il quittera le projet en 1920, peu de travaux importants auront été faits dans la ville,. Le Premier ministre Billy Hughes retire son poste à Griffin. Au moment de son renvoi, Griffin a révisé son plan, supervisé les travaux de terrassement des principales avenues et créé la plantation de Glenloch Cork.

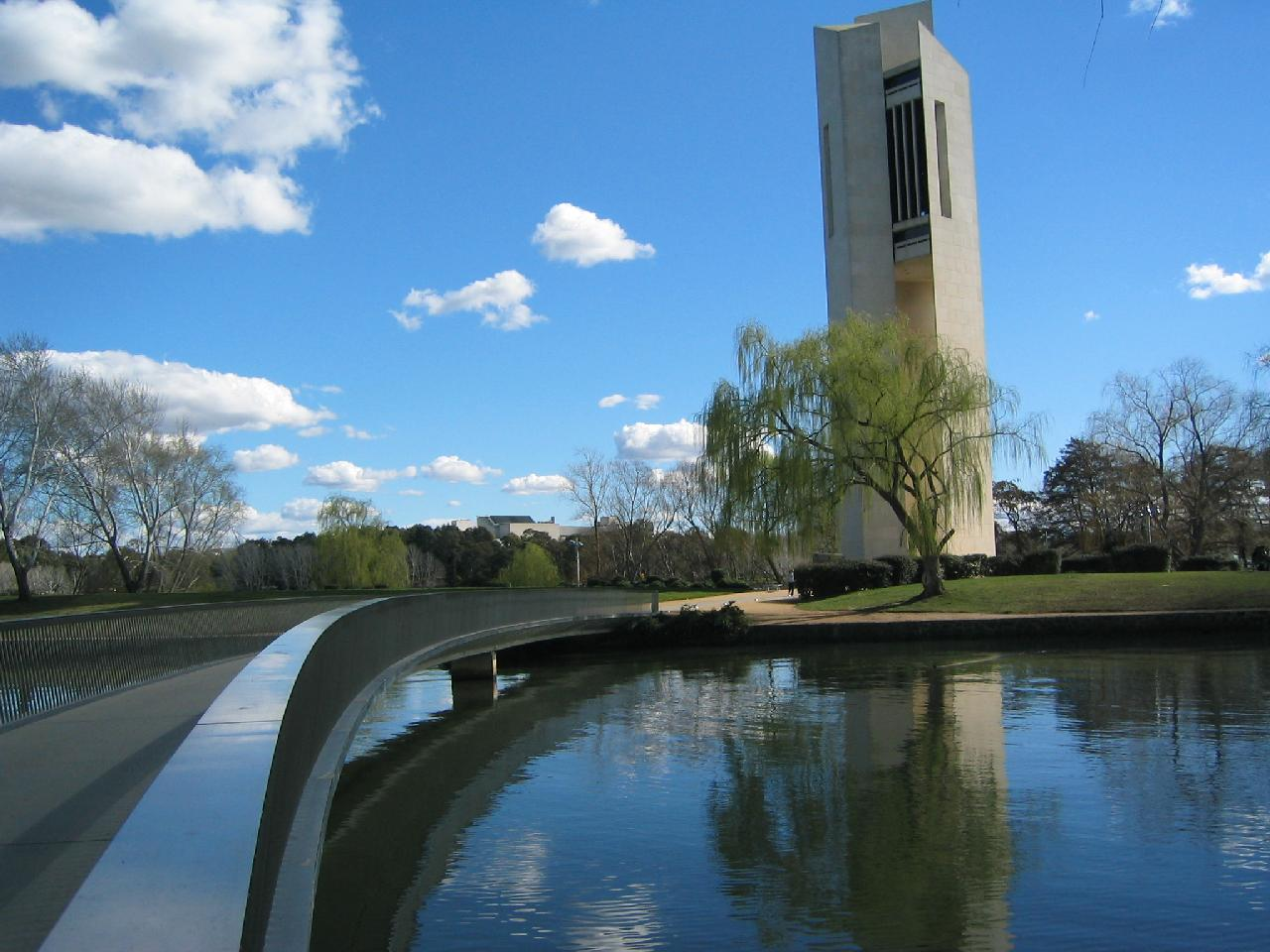
Le Carillon sur Aspen Island dans le lac Burley Griffin, célèbre le de Canberra.

Après le départ de Griffin, le gouvernement crée un Comité consultatif pour le conseiller dans la construction de la capitale. Le Comité a beaucoup de difficulté à atteindre ses objectifs. Toutefois, son président, John Sulman, réussit à faire appliquer les idées de cité-jardin de M. Griffin. Le Comité est remplacé en 1925 par la Commission de la capitale fédérale. Son rôle est de préparer le transfert du Parlement fédéral et des services publics de Melbourne à Canberra. Canberra devient officiellement le siège du gouvernement le jour de l'inauguration officielle du bâtiment provisoire du Parlement le 9 mai 1927. Parmi les premières lois votées par le nouveau Parlement figure l'abrogation des lois d'interdiction de l'alcool. Au début, la plus grande partie des services publics restent à Melbourne et les divers ministères sont transférés progressivement à Canberra en plusieurs années. De 1938 à 1957, la Commission pour la planification et le développement de la capitale fédérale (National Capital Planning and Development Committee NCPDC) planifie l'expansion de la ville mais elle n'a pas de pouvoir exécutif et les décisions sont prises sans même la consulter. Quelques-uns des principaux bâtiments de Canberra sont construits pendant cette période comme le Mémorial australien de la guerre ouvert en 1941. Avec le début de la Grande Dépression, suivie par la Seconde Guerre mondiale, le développement de la nouvelle capitale est lent et dans la décennie qui suit la fin de la guerre, Canberra est l'objet de critiques, accusée de ressembler à un village, et ses nouveaux bâtiments construits sans coordination sont jugés laids. Canberra est souvent décrite avec dérision comme « plusieurs banlieues à la recherche d'une ville ». Le Premier Ministre, Robert Menzies, considère l'état de la capitale comme une honte. Au fil du temps son attitude change et passe d'un mépris à celui de champion de son développement. Il démissionne deux ministres chargés du développement de la ville, car il estime que leurs résultats sont insuffisants. Menzies gouverne pendant plus d'une décennie et pendant cette période le développement de la capitale explose.

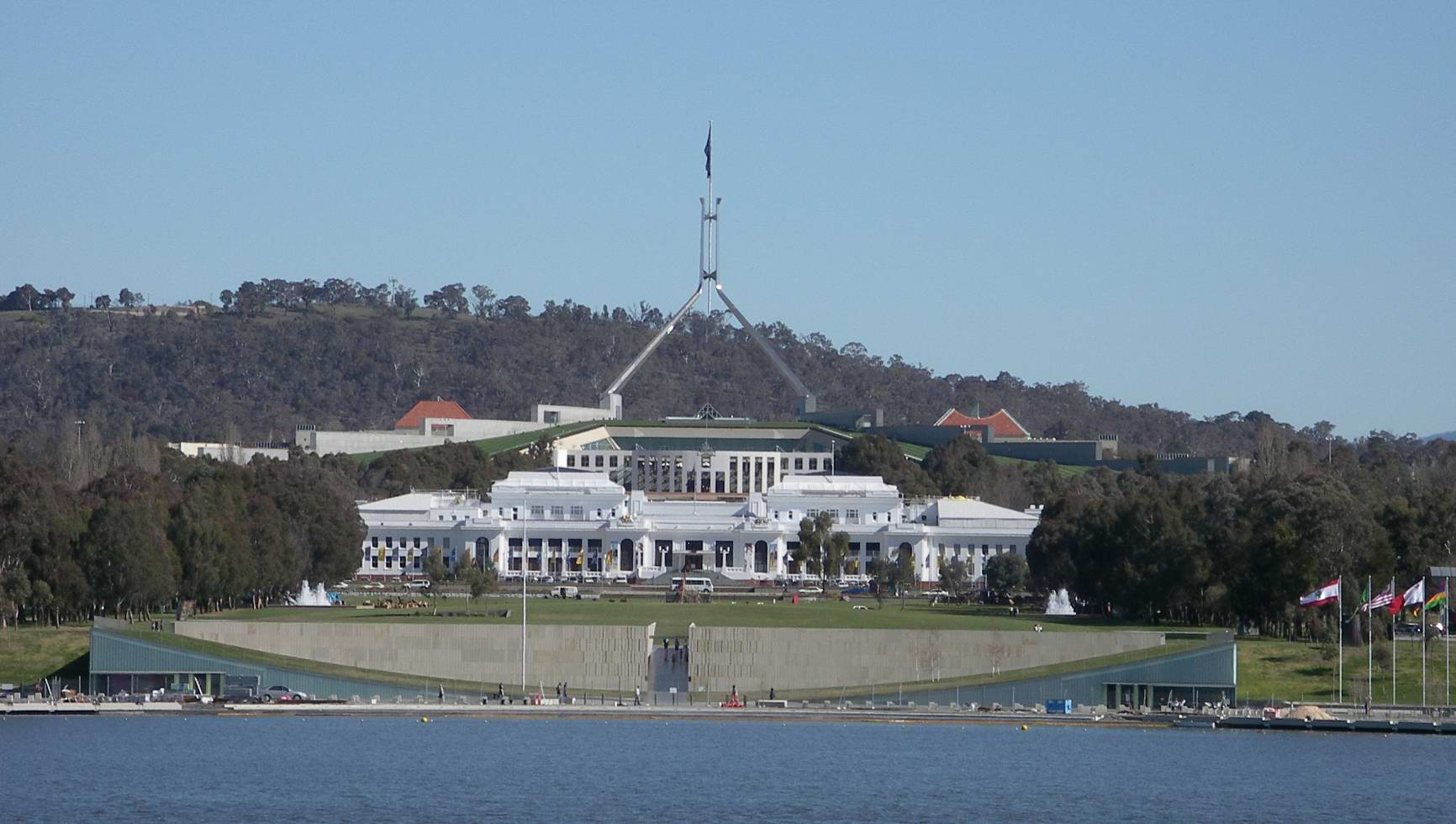
Trois des sites les plus célèbres de Canberra : le lac Burley Griffin (au premier plan), le vieux parlement (au second plan) et le nouveau Parlement (en arrière)

Après la Seconde Guerre mondiale, Canberra manque de logements et de bureaux et une commission d'enquête sénatoriale est chargée en 1954 de trouver des réponses aux besoins de développement de la ville. La Commission recommande la création d'un organisme unique de planification doté de pouvoir exécutif. La NCPDC est remplacée par la Commission pour le développement de la capitale nationale ({National Capital Development Commission NCDC) en 1957. La NCDC met fin à quatre décennies de conflits sur la forme et le design du lac Burley Griffin et sa construction est achevée en 1964 après quatre ans de travail. L'achèvement de la pièce maîtresse du projet de Griffin jette les bases pour le développement du Triangle parlementaire. Au cours des quarante ans qui suivent l'achèvement du lac, plusieurs bâtiments nationaux sont construits sur ses rives. Selon le plan du gouvernement, « Le lac est non seulement un des éléments centraux de Canberra, mais il constitue le tout premier plan de la zone nationale parlementaire ». Les bâtiments de l'Université Nationale Australienne, sur la rive nord du lac, sont agrandis et des sculptures et des monuments sont construits.
L'achèvement du bassin central place un plan d'eau entre le Parlement et Mémorial national de la guerre et un boulevard paysager est construit le long de l'axe terrestre. Une nouvelle Bibliothèque nationale est construite dans le Triangle parlementaire, suivie par la Haute Cour d'Australie, la National Gallery et enfin un nouvel hôtel du Parlement en 1988,. En 2001, le Musée national est construit sur le site de l'ancien l'Hôpital royal de Canberra,.
En moyenne, la population de Canberra a augmenté de plus de 50 % tous les cinq ans entre 1955 et 1975 dès lors que le développement de la capitale est devenu plus concerté. Pour faire face à l'afflux de résidents, le NCDC supervise la création de nouvelles zones résidentielles nouveaux et de nouveaux centres urbains : Woden ouvert en 1964, suivie par Belconnen en 1966, Weston Creek en 1969 et Tuggeranong en 1973,. La NCDC est dissoute en 1988 et son autorité est transféré au nouveau gouvernement du territoire et à la nouvelle Autorité de la capitale nationale, qui est créée pour veiller aux intérêts du Commonwealth dans le développement de la capitale nationale. Canberra continue de croître avec de nouvelles zones constructibles à Gungahlin dans les années 1990.

## Développement en dehors de Canberra
Une des premières priorités pour la ville est la construction d'installations de stockage d'eau. Le barrage Cotter est le premier barrage construit sur la rivière du même nom; La construction de ce barrage poids en béton, haut de 18,5 m, commence en 1912 et est terminée en 1915,. Sa hauteur est portée à 31 m en 1951. La chloration de l'eau de Canberra y débute en 1955 puis l'opération est déplacée vers l'usine de traitement du Mont Stromlo en juin 1967. Deux autres barrages sont construits sur le Cotter. Le barrage Bendora, un barrage en béton à double structure en arc, est achevé en 1961, et le barrage de Corin, un barrage en remblai en terre et enrochement est construit en 1968. En 1979, le barrage Googong est construit sur la rivière Queanbeyan en Nouvelle-Galles du Sud,.
Les transports dans et hors de l'ACT sont une autre des premières priorités. En 1931, la Federal Highway reliant l'ACT à Goulburn est achevée et, en 1936, un terrain d'aviation est construit à Duntroon. Le 13 août 1940, le commandant en chef de l'armée et trois ministres du gouvernement Menzies, James Fairbairn, Geoffrey Henry Street et Somer Gullett, sont tués lorsque leur avion s'écrase pendant son approche sur Canberra.
Une branche longue de 6,5 km de la ligne de chemin de fer de Bombala est construite en 1914 à partir de la gare de Queanbeyan jusqu'à Canberra et prolongée jusqu'à Civic en juin 1921, mais le pont sur la rivière Molonglo est emporté en 1922 et ne sera jamais reconstruit. Les projets visant à construire une voie ferrée jusqu'à Yass sont abandonnés. Une ligne à voie étroite est construite en 1923 entre la briqueterie de Yarralumla et le Parlement provisoire. Elle est ensuite prolongée jusqu'à Civic, mais toute la ligne sera fermée en mai 1927. Une ligne reliant Canberra à la baie de Jervis Bay était également prévue mais n'a jamais été construite. Plusieurs installations sont construites à Jervis Bay, comme le Royal Australian Naval College construit en 1913, la base aérienne de la baie de Jervis et un jardin botanique.
La forêt primaire de l'ACT est presque entièrement composée de différentes espèces d'eucalyptus et sert de ressource en matériau et bois de chauffage, en particulier pendant le boom économique qui a suivi la Seconde Guerre mondiale. Au début des années 1960, l'exploitation forestière a fait disparaitre les eucalyptus et la nécessité du maintien de la qualité de l'eau dans le bassin versant de la rivière Cotter conduit à fermer l'accès aux forêts de la région. L'intérêt gouvernemental pour le secteur forestier commence en 1915, lorsque Thomas Weston commence ses essais de plantations de nouvelles espèces, comme le pin de Monterey sur les pentes du mont Stromlo. La replantation commence véritablement en 1926 avec 2 km2 plantés chaque année à Uriarra et dans la vallée de Pierce. En 1938, la superficie plantée annuellement est portée à 4 km2 avec pour but de réduire l'érosion dans le bassin versant de la Cotter. En 1967, le gouvernement australien approuve un plan pour une série de plantations portant sur 160 km2 de plantation dans le territoire, résultat qui est atteint en 1970. Leur facilité d'accès en a fait des zones de détente pour les habitants de Canberra. Tout au long du XXe siècle, de vastes étendues de ces nouvelles forêts ont été régulièrement détruites par des incendies, les principaux étant survenus en 1939, 1952, 1979, 1983, 2001 et 2003.

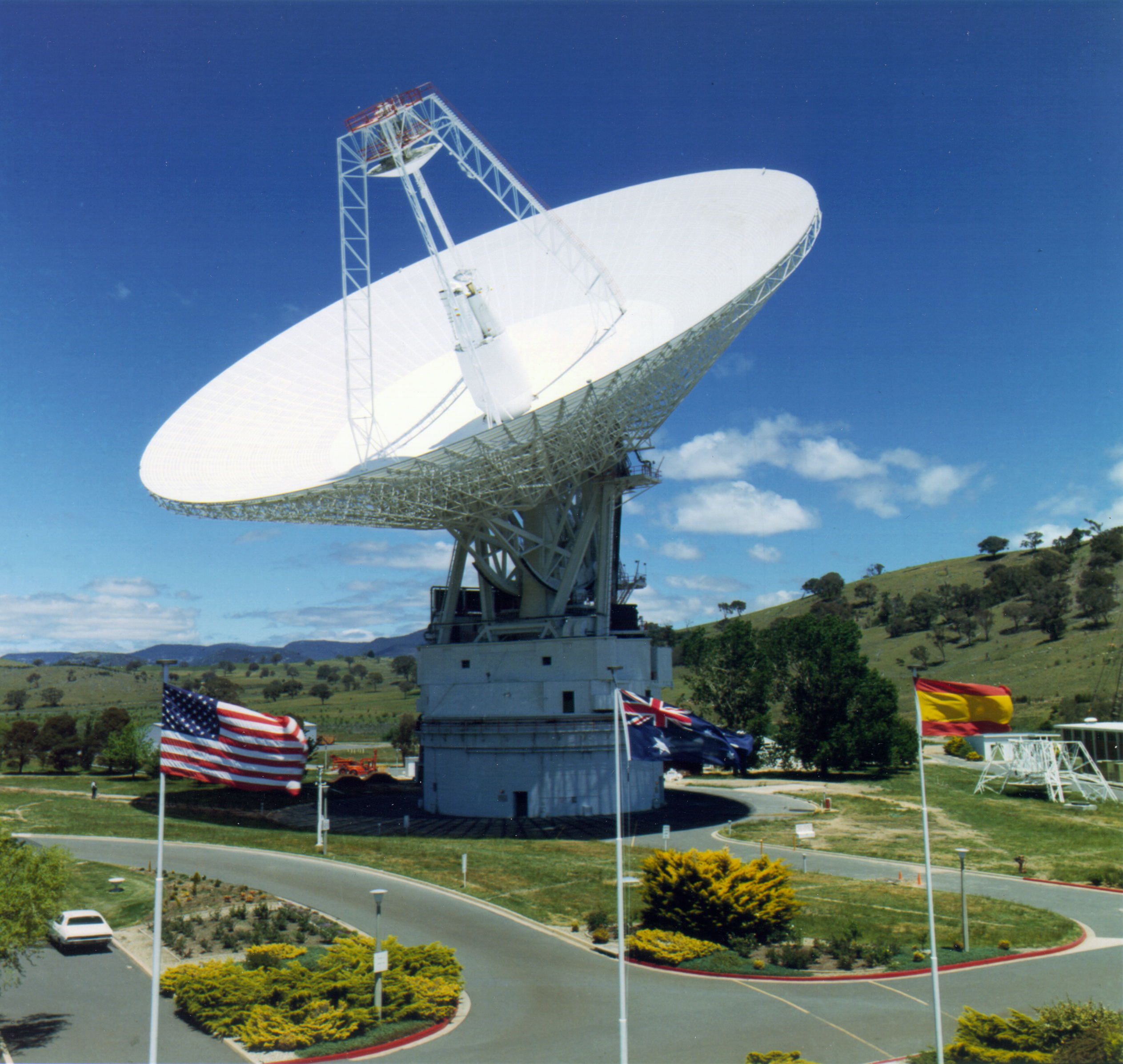
La station d'antennes de la banlieue de Canberra inaugurée en 1965

En 1936, environ 8,1 km2 de forêt sont protégés pour créer la réserve naturelle de Tidbinbilla et, en 1939, un parc à koala est construit par le Museum d'histoire naturelle. Le gouvernement acquiert des terres pour établir un parc national et une réserve animalière en 1962, la portant à 36,3 km2 puis à sa taille actuelle de 54,5 km2. En 1969 est créé un parc animalier qui est officiellement classé en 1971. En 1984, est créé le parc national de Namadgi. Il couvre 1 061 km2 soit environ 46 % des terres de l'ACT.
En 1911, le mont Stromlo apparait comme un site possible pour la création d'un Observatoire fédéral et il est choisi définitivement pour cette installation en 1924. L'observatoire est géré par le gouvernement jusqu'en 1957, date à laquelle il est transféré à l'université nationale australienne. De 1944 à 1968 il sert également de site au service de l'heure. Au début des années 1980, l'observatoire de Siding Spring est le principal centre de recherche astronomique australien. Le Gouvernement australien a signé un accord avec les États-Unis en 1960 pour la création de stations de repérage par satellite dans l'ACT. À la suite de l'accord, trois stations de suivi ont été construites dans l'ACT par la NASA. Le Canberra Deep Space Communication Complex est officiellement inauguré le 19 mars 1965 par le Premier ministre Menzies et est la seule station encore en activité dans l'ACT, servant aux communications avec les vaisseaux spatiaux. La station de suivi de la vallée Orroral (Orroral Valley Tracking Station) station de suivi des satellites en orbite, est ouverte en mai 1965 dans l'actuel parc national de Namadgi et est fermée en 1985. Une autre station de poursuite, située à Honeysuckle Creek, est achevée en décembre 1966, sert de relais de communication pour les projets Apollo, Skylab et autres engins spatiaux de 1967 à 1981, puis l'antenne de 26 m est déplacée au Canberra Deep Space Communication Complex. Elle est fermée en juillet 2009 et est en cours de démantèlement en 2010,,.

## Gouvernement de l'ACT
La « police du territoire de la capitale australienne » est créée en 1927, l'année où le gouvernement fédéral s'installe dans l'ACT, avec onze officiers de police. La taille de la population augmente au cours des décennies suivantes avec le développement de Canberra, et la police du territoire continue d'y faire appliquer la loi et l'ordre jusqu'en 1979. Cette année-là, elle fusionne avec la police fédérale et le Bureau fédéral des stupéfiants pour former la police fédérale australienne (AFP), qui prend la responsabilité du maintien de l'ordre à Canberra. Depuis l'autonomie gouvernementale accordée en 1988, l'AFP effectue cette tâche sous le contrôle du gouvernement du territoire.
L'ACT obtient sa première représentation du gouvernement fédéral en 1949, quand elle dispose d'un siège à la Chambre des représentants, la circonscription du Territoire de la capitale australienne, en vertu de la Loi de 1948 sur la représentation (1948 Representation Act) qui augmente le nombre de députés. Ce député ne pouvait voter que sur des questions touchant directement le territoire. En 1974, l'ACT et le Territoire du Nord se voient attribuer deux sièges chacun au Sénat. En 1974, la circonscription de l'ACT est divisée en deux, les circonscriptions de Canberra et de Fraser. Une troisième, celle de Namadgi, est créée en 1996 puis supprimée en 1998 après une évaluation des mouvements de population. Les deux sièges ont toujours été occupés par des membres du Parti travailliste australien (ALP),. Cependant l'ALP et le Parti libéral d'Australie ont toujours eu un siège chacun au Sénat.
En 1930, le Conseil consultatif de l'ACT est créé pour conseiller le ministre des Territoires sur les préoccupations de la communauté et en 1934, le territoire a sa propre Cour suprême. En 1974, le Conseil est transformé en une assemblée législative élue, chargée de conseiller le ministre du Territoire de la capitale, et en 1979, elle est renommée Chambre de l'Assemblée.

### En route vers l'auto-gouvernance

Le Drapeau de l'ACT a été adopté en 1993 et porte la Croix du Sud et les Armoiries du Territoire de la capitale australienne.

Bien que les habitants de l'ACT cherchent à pouvoir intervenir dans la gestion du territoire, ils ne désirent pas forcément une auto-gouvernance. John Overall, qui préside la NCDC de 1957 à 1972, résume ainsi la distinction dans « Canberra: Hier, aujourd'hui et demain » (Canberra : Yesterday, Today and Tomorrow) :

« Les habitants de Canberra ont pu réclamer le droit d'avoir une plus grande influence sur leur destin, mais ils ont rejeté les tentatives du gouvernement fédéral d'avoir à prendre le contrôle de leurs propres affaires à travers l'auto-gouvernance. Ils ont semblé réticents à accepter la responsabilité de se gouverner eux-mêmes, ou peut-être, ils ont redouté l'augmentation des charges qui suivrait inévitablement la passation de pouvoir entre le gouvernement fédéral et un organisme local. ... Ils se sont rendu compte que la fin du contrôle direct par le gouvernement fédéral conduirait inévitablement à une augmentation des impôts ou à une réduction des services, ce qui a été effectivement le cas lorsque l'auto-gouvernance a finalement été mis en place à la fin des années 1980. »

Néanmoins, de nombreux habitants de Canberra veulent l'autonomie gouvernementale, et un certain nombre de forces poussent le territoire dans cette direction.
La création de l'Assemblée législative en 1974 est conçue comme une étape importante vers l'autonomie gouvernementale, mais le gouvernement de Gough Whitlam, qui était à l'origine de cette création, a tendance à « neutraliser ou ignorer ses désirs ». De même, en 1975 pour le gouvernement de Fraser qui lui succède. Toutefois, en février 1975, Tony Staley accepte le poste de ministre du Territoire de la capitale. Staley est un partisan de l'autonomie gouvernementale pour le territoire et il propose un projet selon lequel les habitants de Canberra doivent rapidement prendre le contrôle d'une grande partie de leur administration. Le projet rencontre cependant beaucoup d'opposition, en partie parce qu'il a omis de répondre adéquatement aux modalités de financement.
Si le plan de Staley ne débouche pas, son successeur au ministère, Robert Ellicott, choisit d'organiser un référendum sur la question. Le référendum organisé en 1978 prévoit que les résidents du territoire ont le choix entre trois options :
- l'autonomie du territoire par la délégation de fonctions à un organe législatif élu localement ;
- un corps législatif élu localement avec le gouvernement local de type ayant des pouvoirs législatifs et exécutifs ;
- les dispositions en vigueur restent pour le moment en application.

Une nette majorité se dégage pour la poursuite du statu quo (63,75 % pour la troisième proposition contre respectivement 5,72 % et 30,54 % pour les deux autres)
Un certain nombre de raisons expliquent pourquoi les résidents sont contre une autonomie du territoire. En plus de la crainte déjà mentionnée d'une augmentation des impôts ou d'une diminution des services, il y a le fait que les habitants de l'ACT se sentent représentés dans la gouvernance du territoire par la représentation électorale fédérale. Canberra a également une forte proportion de fonctionnaires qui sont associés au gouvernement et qui savent comment influencer le système.
En dépit du résultat, l'échec du référendum ne met pas fin au débat. Un certain nombre de faits continuent à pousser l'ACT vers l'autonomie gouvernementale, comme :
- la cohérence de la gouvernance nationale. En 1978, le Territoire du Nord obtient l'auto-gouvernance. L'ACT devient alors le seul autre territoire continental, avec une population supérieure à celle du Territoire du Nord et une croissance plus rapide, à ne pas l'avoir. La cohérence voudrait que si, l'autonomie gouvernementale est possible pour le Territoire du Nord, elle doive être possible pour l'ACT[187].
- l'émancipation de la capitale. Deux enquêtes d'investigation recommandent que l'ACT fournisse à ses habitants « le même type d'institutions représentatives que celles trouvées dans les autres parties de l'Australie »[188].
- les pressions financières. L'ACT a bénéficié d'importants financements par le gouvernement fédéral, à un tel point qu'une Commission fédérale estime que l'Australie a subventionné « « à hauteur de plus de 200 $ chaque homme, femme et enfant du territoire »[189] ». Un gouvernement autonome permettrait à l'ACT d'être mis sur le même pied financier que les autres États et le Territoire du Nord. C'est pour Bill Harris, le responsable de l'administration du territoire juste avant l'autonomie gouvernementale, la « raison fondamentale » pour une possible autonomie du territoire[190].

En 1988, le ministre de l'ACT, Gary Punch, reçoit un rapport recommandant la suppression de la NCDC et la création d'un gouvernement local élu. Punch recommande au gouvernement de Bob Hawke d'accepter les recommandations du rapport puis le nouveau ministre, Clyde Holding, fait voter une loi accordant l'autonomie gouvernementale au territoire en octobre 1988.

### L'autonomie gouvernementale
Le 6 décembre 1988, l'ACT obtient son autonomie gouvernementale avec le vote de l’Australian Capital Territory (Self-Government) Act 1988. Les premières élections ont lieu le 4 mars 1989 et les 17 premiers membres de l'Assemblée législative emménagent dans leurs premiers locaux sur Constitution Avenue, à Civic, le 11 mai 1989. Le Parti travailliste australien forme le premier gouvernement de l'ACT, dirigé par le ministre en chef Rosemary Follett, qui devient ainsi la première femme chef de gouvernement en Australie. Même si, depuis le début de l'auto-gouvernement, les lois de l'ACT s'appliquent en général au Territoire de la baie de Jervis en vertu de l'article 4A de la Jervis Bay Territory Acceptance Act 1915, l'ACT selon le Self-Government Act 1988 ne comprend pas la baie de Jervis, qui continue d'être administrée par le gouvernement fédéral. Depuis 1992, les membres de l'Assemblée sont élus à la représentation proportionnelle par le système de Hare-Clark dans trois circonscriptions qui élisent chacune plusieurs membres, méthode qui a remplacé la méthode d'Hondt lors de l'élection inaugurale, dont les 17 représentants ont été élus par l'ensemble du territoire.
Même si l'électorat de l'ACT vote majoritairement pour les travaillistes aux élections fédérales,, le Parti libéral a pu acquérir un certain poids à l'Assemblée, et a été au pouvoir pendant un peu plus de huit des 21 ans d'histoire de l'Assemblée. La plus grande partie est période de six ans et demi entre 1995 et 2001, qui a pris fin quand le parti travailliste augmente ses voix de 14,1 %. Contrairement aux élections de l'état, le parti travailliste obtient au moins sept points de plus que les libéraux à chaque élection fédérale depuis 1990, et leur avance a atteint 15 points récemment.
Les premières années d'autonomie sont une période de difficultés et d'instabilité. La majorité des habitants sont contre l'autonomie qui leur a été imposée par le parlement fédéral et, à la première élection, 4 des 17 sièges sont remportés par les partis se réclamant seulement de leur opposition à l'autonomie en raison d'un vote de protestation des habitants mécontents et 8 sont remportés par des petits partis et des indépendants. Le parti travailliste n'obtient que quatre sièges et Follett doit former un gouvernement minoritaire, alors que sept groupes sont représentés dans l'assemblée. Certains des opposants à l'autonomie ne cherchent qu'à perturber les travaux de l'assemblée et une motion de censure renverse le gouvernement travailliste après seulement sept mois de fonctionnement,. [197] Trevor Kaine et les libéraux gouvernent pendant 18 mois avant d'être renversés et de voir les travaillistes de Follett revenir au pouvoir, le troisième gouvernement en 25 mois,. En 1992, les travaillistes obtiennent huit sièges et les petits partis et les indépendants n'en obtiennent plus que trois. La stabilité est meilleure et, en 1995, Kate Carnell devenu la première femme libérale à la tête d'un état ou territoire. En 1998 elle devient le premier ministre en chef à être réélue. Elle est considérée comme un chef de file efficace mais doit démissionner en 2000 après que deux indépendants qui soutenaient son gouvernement minoritaire lui retirent leur soutien. À l'époque, elle est mêlée à une controverse sur le financement du Stade de Canberra et à la suite d'un accident mortel dû à l'implosion de l'Hôpital Royal de Canberra. Les travaillistes remportent les trois élections suivantes et, en 2001 et en 2004, forment les premiers gouvernements majoritaires sur le territoire, mais aux élections de 2008 sont contraints de former un gouvernement minoritaire avec les Verts,.
En 2006, le gouvernement travailliste fait des changements radicaux dans le système éducatif, fermant 23 écoles dans le territoire. Ces fermetures rencontrent une forte opposition publique et, depuis lors, des campagnes populaires et des partis d'opposition ont fait rouvrir certains d'entre elles,. Pour l'élection de 2008, ce problème a été un grand sujet de campagne.
Depuis la création en 1993 du tribunal pour les titres de propriété des Aborigènes, il y a eu quatre demandes déposées pour des spoliations de terres dans le territoire déposées par ses représentants de la communauté Ngunnawal en 1996, 1997, 1998 et 2002. Les deux premières sont abandonnées après une audience à la Cour fédérale, la troisième est rejetée car ne remplissant pas les dispositions nécessaires. La quatrième ast rejetée.
En 2001, le gouvernement conclut un accord de coopération avec la communauté autochtone sur la gestion de parc national de Namadgi. L'accord n'est plus appliqué.
Dans les années 1990, un certain nombre d'activités qui sont ou étaient illégales dans les autres États australiens sont légalisées dans l'ACT. Il s'agit notamment de la vente de matériel pornographique (1989) et de l'autorisation de la prostitution dans des maisons closes (1992),, bien que cette prostitution ne soit autorisée que dans les quartiers de Hume, Mitchell et Fyshwick. L'utilisation personnelle de cannabis est dépénalisée en 1992 et l'avortement en 2002,. En 2006, le gouvernement tente d'introduire une loi reconnaissant l'union civile mais la loi est annulée par le gouvernement fédéral.

## Histoire récente

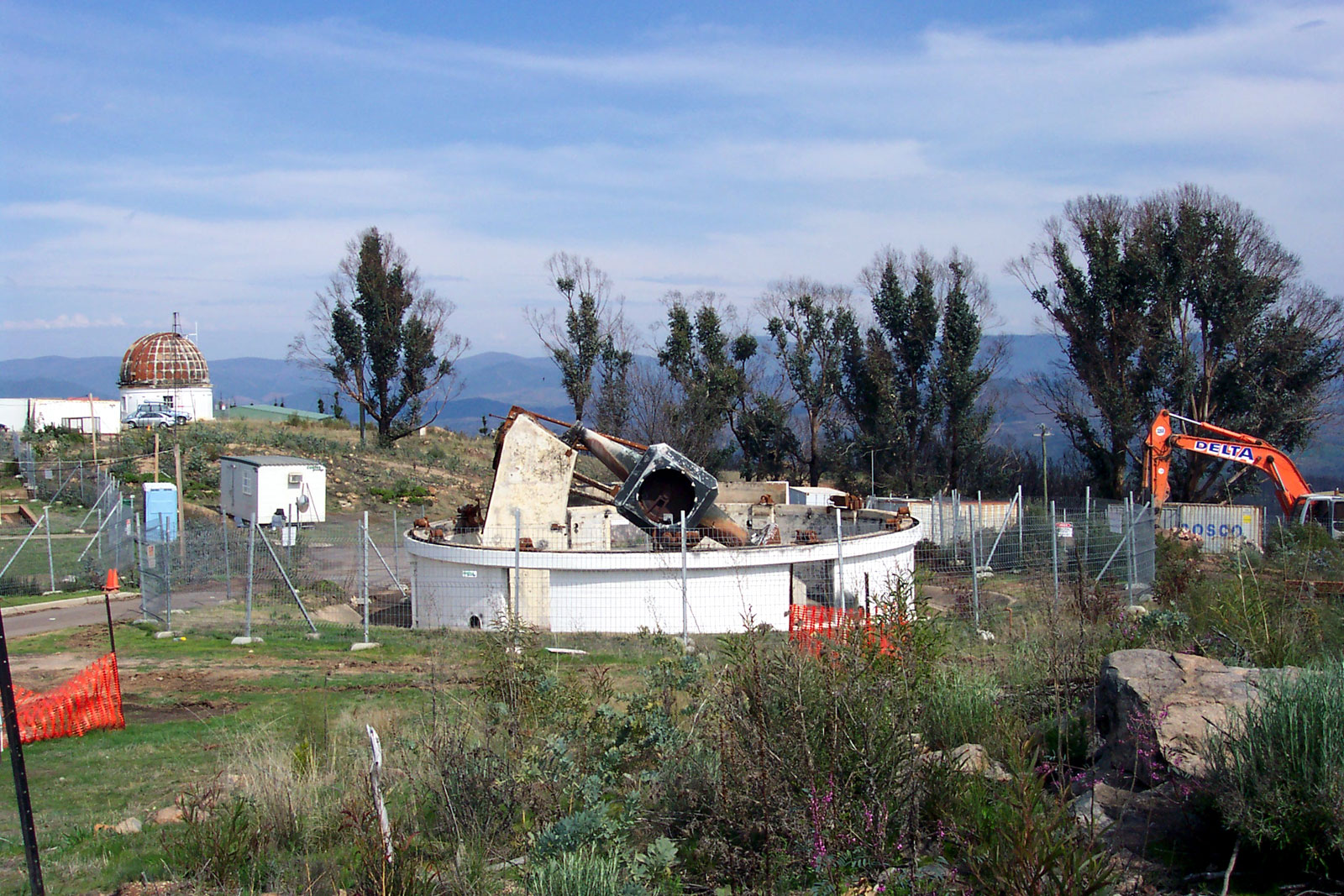
Restes du dôme du télescope de l'observatoire du Mont Stromlo après les feux de brousse de 2003.

Les premières années du XXIe siècle ont connu une période de sécheresse prolongée dans la région, accompagnée de plusieurs feux de forêts qui ont causé de terribles dégâts. Au cours de la période de Noël 2001, cinq feux de brousse distincts ont détruit plus de 16 km2 de forêt, faisant pour des millions de dollars de dégâts dans les plantations de pins. La sécheresse a continué au cours des années suivantes, et en 2003 il y a eu de nouveaux feux. En 2003, les feux ont endommagé environ 70 % de l'ACT, dont 99 % de la Réserve naturelle de Tidbinbilla et de vastes étendues de plantations gouvernementales. Quatre personnes ont été tuées et 67 corps de ferme ont été détruits, dont 16 maisons à Uriarra, 12 à Pierces Creek ; 414 maisons de la banlieue de Canberra ont ainsi disparu. Plus de 200 autres maisons ont été endommagées, et de nombreux bâtiments historiques ont été perdus, comme le Chalet du Mont-Franklin, construit en 1937-1938 pour le Club alpin de Canberra et qui était le premier logement pour skieur construit sur le continent australien. Nil Desperandum et Rock Valley, les deux fermes historiques de Tidbinbilla, ont été détruites. La plupart des bâtiments de l'Observatoire du mont Stromlo, exploité par l'Université nationale australienne, ont été détruits, y compris le télescope de l'observatoire Oddie et son dôme, qui avaient été construits en 1911 et avaient été les premiers bâtiments fédéraux du Territoire.